# Matvej Eliseev
Matvej Pavlovič Eliseev (in russo Матвей Павлович Елисеев?; Mosca, 31 marzo 1993) è un ex biatleta russo.

## Biografia
Matvej Eliseev, originario di Zelenograd e attivo dalla stagione 2013-2014, ai Mondiali juniores di Presque Isle 2014 ha vinto la medaglia di bronzo nella staffetta; in Coppa del Mondo ha esordito il 7 febbraio 2015 a Nové Město na Moravě in sprint (17º) e ha ottenuto il primo podio l'11 dicembre 2016 a Pokljuka in staffetta (2º). Ai XXIII Giochi olimpici invernali di Pyeongchang 2018, sua unica presenza olimpica, si è classificato 28º nell'individuale, 83º nella sprint e 9º nella staffetta mista; l'anno dopo ai Mondiali di Östersund 2019, suo esordio iridato, ha vinto la medaglia di bronzo nella staffetta e si è piazzato 51º nella sprint, 35º nell'inseguimento e 6º nella staffetta mista individuale.
Ai Mondiali di Anterselva 2020 è stato 12º nella sprint, 55º nell'inseguimento, 28º nella partenza in linea, 4º nella staffetta, 6º nella staffetta mista e 7º nella staffetta mista individuale e a quelli di Pokljuka 2021, sua ultima presenza iridata, ha nuovamente vinto la medaglia di bronzo nella staffetta e si è classificato 60º nell'individuale, 18º nella sprint, 16º nell'inseguimento e 15º nella partenza in linea.
In Coppa del Mondo ha ottenuto l'ultimo podio il 5 marzo 2021 a Nové Město na Moravě in staffetta (2º) e ha preso per l'ultima volta il via il 28 novembre 2021 a Östersund in sprint (78º); inattivo in ambito internazionale da quella stessa stagione 2021-2022 poiché in seguito all'invasione russa dell'Ucraina del 2022 gli atleti russi sono stati esclusi dalle competizioni riconosciute dall'International Biathlon Union, ha annunciato il ritiro nel febbraio del 2024: la sua ultima gara in carriera è rimasta così la sprint di IBU Cup disputata il 18 dicembre 2021 a Obertilliach, chiusa da Eliseev al 52º posto.

## Palmarès

### Mondiali
- 2 medaglie:
  - 2 bronzi (staffetta[2] a Östersund 2019; staffetta[2] a Pokljuka 2021)

### Europei
- 3 medaglie:
  - 2 ori (staffetta mista a Tjumen' 2016; sprint a Minsk-Raubyči 2020)
  - 1 argento (inseguimento a Minsk-Raubyči 2019)

### Mondiali juniores
- 1 medaglia:
  - 1 bronzo (staffetta a Presque Isle 2014)

### Coppa del Mondo
- Miglior piazzamento in classifica generale: 15º nel 2020
- 5 podi (1 individuale, 4 a squadre), oltre a quelli ottenuti in sede iridata e validi anche ai fini della Coppa del Mondo:
  - 3 secondi posti (a squadre)
  - 2 terzi posti (1 individuale, 1 a squadre)